# Limdep
Limdep är ett kommersiellt statistikprogram för Windows utvecklat av det amerikanska företaget Econometric Software, Inc.. Den första versionen släpptes 1980.